# Michałów Dolny (Starachowice)
Michałów Dolny – część miasta Starachowice. Leży na południu miasta, wzdłuż ulicy Ostrowieckiej, na zachód od ulicy Stalowników/Lempe.